# Západočeské papírny
Západočeské papírny, národní podnik se sídlem v Plzni, byla společnost zabývající se výrobou papírenského zboží. Národní podnik vznikl po 2. světové válce (konkrétně roku 1946) znárodněním plzeňských papíren. Hlavní výrobní závod společnosti představovala právě papírna ve Slovanech v Plzni. Roku 1948 se do společnosti začleněnila také továrna v Hamrech na Šumavě.
V plzeňské továrně, jejíž areál měl plochu asi 11 hektarů, se vyráběla celulóza a z ní byl posléze produkován papír, především na obálky, jichž podnik ročně vyprodukoval asi 300 až 350 milionů. Továrna tak nebyla surovinově závislá na žádných dodavatelích. Roku 1975 byla výroba celulózy zastavena. Díky tomu se zvýšila kvalita ovzduší ve městě, neboť došlo k ukončení vypouštění chloru, jenž se při výrobě celulózy uvolňuje. Vlivem toho se ale výroba v továrně kvůli nutnosti surovinu nakupovat stala nerentabilní.
Před sametovou revolucí měla továrna asi 600 zaměstnanců a roční produkce dosahovala 24 tisíc tun papíru. Roku 1992 továrnu zprivatizovala společnost Plzeňská papírna.
Závod v Hamrech přestal fungovat roku 1970 a později byl využívána jen příležitostně k dřevovýrobě.